# Paroy-sur-Tholon
Paroy-sur-Tholon é uma comuna francesa na região administrativa de Borgonha-Franco-Condado, no departamento de Yonne. Estende-se por uma área de 4,21 km². Em 2010 a comuna tinha 299 habitantes (densidade: 71 hab./km²).